# Commiphora africana
Commiphora africana (A.Rich.) Endl – gatunek rośliny z rodziny osoczynowatych (Burseraceae). Rośnie dziko w Afryce.

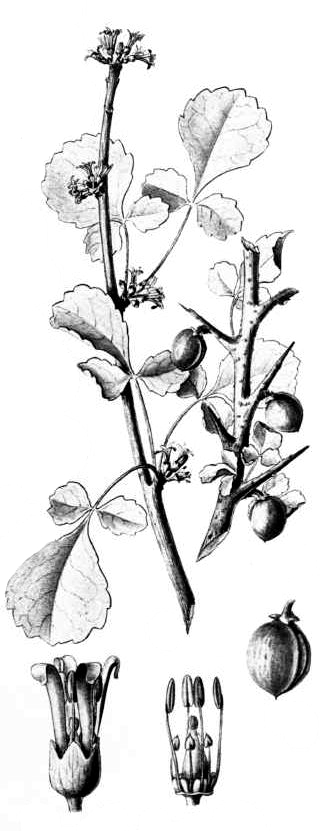
Morfologia

## Morfologia
PokrójKolczaste drzewo lub krzew o wysokości do 5 m, rzadko tylko większe (do 10 m). Kora szaro-zielona, z uszkodzonych miejsc wypływa wonna żywica zwana bdelium. System korzeniowy wiązkowy.
LiścieDługości do 4 cm i szerokości do 2 cm, trójlistkowe, ząbkowane, przy czym środkowy listek jest największy. Po roztarciu przyjemnie pachną.
OwocCzerwonawy pestkowiec o długości 6-8 mm

## Biologia
Rośnie na suchych miejscach, na otwartych sawannach, na skalistych stromiznach koryt rzek, w zalesionych wąwozach, na skalistych grzbietach wyżyn, w lasach.
Roślina o ulistnieniu sezonowym. Liście zaczynają się rozwijać na początku pory deszczowej, a zrzuca je pod koniec pory suchej. Wyjątkowo, gdy deszcze są skąpe i przerywane, może dwa razy w ciągu roku zrzucać liście. Zakwita w pierwszej połowie pory suchej, ale kwitnie nieregularnie, nie w każdym roku. Twarde nasiona roznoszone są przez ptaki i inne zwierzęta (zoochoria).

## Znaczenie
- Kora jest bogata w flawonoidy, garbniki, antrachinon, glikozydy nasercowe, triterpenoidy, saponiny, alkaloidy i cukry. Badania hydro-etanolowego ekstraktu z kory wykazały jej silne działanie przeciwdrgawkowe[7].
- W medycynie ludowej owoce są stosowane do leczenia duru brzusznego i jako remedium na problemy żołądkowe. Sproszkowanej i zmieszanej z owsianka kory  w proszku używa się do leczenia malarii. Żywica ma zastosowanie przy dezynfekcji ran[8].
- Opary palonej żywicy są wykorzystywane jako środek owadobójczy i afrodyzjak[8].
- Dojrzałe owoce są soczyste i jadalne. Również słodkawe korzenie bywają żute przez ludzi[8]
- Liście są chętnie objadane przez wielbłądy i kozy, szczególnie na początku pory suchej. Zawierają 8-14% białka[8].
- Drewno jest miękkie, odporne na termity. Służy do rzeźbienia naczyń domowych, instrumentów muzycznych i elementów ogólnego zastosowania[8]
- Wytwarzany z drzewa olej ma silne własności grzybobójcze[8].
- Przez niektórych badaczy roślin biblijnych jest uważana za roślinę kryjąca się pod hebrajskim słowem beḍōlaḥ, które występuje w dwóch miejscach w Biblii: w Księdze Liczb (11,7) i Księdze Rodzaju (2,12) i jest przetłumaczone jako bdelium. W przypisie do tego słowa w Biblii Tysiąclecia jest wyjaśnienie, że bdelium to rodzaj żywicy. Moldenkowie twierdzą, że chodzi o żywicę z Commiphora africana. J. F. Hepper jednak uważa, że trudno przypuszczać, by otrzymywano żywicę z balsamowca tak słabo żywicującego[9].